# Duran Duran (musikalbum)
Duran Duran, debutalbum av gruppen Duran Duran, utgivet 1981. Det innehåller hitsinglarna Planet Earth och Girls on Film. Till Girls On Film gjordes en uppmärksammad musikvideo som regisserades av Godley & Creme. Även Careless Memories släpptes som singel men gjorde ingen framgång som sådan. Merparten av albumet spelades in i London under senare delen av 1980. Skivan blev en stor framgång i Storbritannien men sålde inte alls bra i Nordamerika. Gruppens nästa album Rio gjorde dock succé även i USA, och i samband med det släpptes en nyutgåva av debutalbumet där med nytt omslag som sålde bättre. På den utgåvan inkluderades även singeln Is There Something I Should Know?.

## Låtlista

### Originalutgåva
Sida ett
1. Girls on Film (3:30)
2. Planet Earth (3:59)
3. Anyone Out There (4:02)
4. To the Shore (3:49)
5. Careless Memories (3:53)

Sida två
1. Night Boat (5:25)
2. Sound of Thunder (4:06)
3. Friends of Mine (5:42)
4. Tel Aviv (5:16)

### Amerikansk utgåva (1983)
Sida ett
1. Girls on Film
2. Planet Earth
3. Is There Anyone Out There
4. Careless Memories
5. Is There Something I Should Know?

Sida två
1. (Waiting for the) Night Boat
2. Sound of Thunder
3. Friends of Mine
4. Tel Aviv

### Deluxe Edition CD (2010)
CD1
1. Girls on Film
2. Planet Earth
3. Anyone Out There
4. To the Shore
5. Careless Memories
6. Night Boat
7. Sound of Thunder
8. Friends of Mine
9. Tel Aviv
10. Late Bar (B-sida Planet Earth)
11. Khanada (B-sida Careless Memories)
12. Fame (B-sida Careless Memories 12")
13. Faster Than Light (B-sida Girls on Film)

CD2
1. Girls on Film (AIR Studios version 1980)
2. Tel Aviv (AIR Studios version 1980)
3. Anyone Out There (Manchester Square Demo 1980)
4. Planet Earth (Manchester Square Demo 1980)
5. Friends of Mine  (Manchester Square Demo 1980)
6. Late Bar (Manchester Square Demo 1980)
7. Night Boat (Radio 1 Peter Powell session 1981)
8. Girls on Film (Radio 1 Peter Powell session 1981)
9. Anyone Out There (Radio 1 Peter Powell session 1981)
10. Like an Angel (Radio 1 Peter Powell session 1981)
11. Planet Earth (Night Version)
12. Girls on Film (Extended Night Version)
13. Planet Earth (Night mix)
14. Girls on Film (Night mix)

## Listplaceringar
- Billboard 200, USA: #10 (som nyutgåva 1983)[1]
- UK Albums Chart, Storbritannien: #3[2]
- Topplistan, Sverige: #3[3]